# Carpometacarpo

Esqueleto de ave. El hueso carpometacarpo está señalado con el número 24

En las aves el carpometacarpo es la fusión de los huesos carpales y metacarpianos, en esencia un único hueso fusionado entre la muñeca y los nudillos. En la mayor parte de las aves es un hueso pequeño, generalmente aplanado y con un gran hueco en el medio. En aves no voladoras, sin embargo, su forma puede ser ligeramente diferente, o puede estar totalmente ausente.
Forma la punta del esqueleto de las alas en las aves y es donde la mayor parte de las rémiges primarias se unen. El álula, en contraste, está formada por los huesos del pulgar, el cual no se une completamente al resto de los huesos del equivalente a la mano. Similarmente, las plumas rémiges primarias se unen a los huesos de las falanges.